# Droits LGBT en Macédoine du Nord
Les personnes lesbiennes, gays, bisexuelles et transgenres (LGBT) en Macédoine du Nord peuvent faire face à des difficultés légales que ne connaissent pas les résidents non LGBT.
L'homosexualité était interdite en Macédoine du Nord jusqu'en 1996, date à laquelle le pays a dépénalisé les relations sexuelles entre personnes du même sexe pour devenir membre du Conseil de l'Europe.
Dans son dernier rapport de 2023, la Commission européenne contre le racisme et l'intolérance (ECRI) reconnait les mesures positives qui ont été prises depuis 2016 en ce qui concerne la protection des personnes LGBTI, et notamment l'adoption par le Parlement macédonien le 27 octobre 2020 de la loi relative à la prévention de la discrimination et à la protection contre la discrimination, qui intègre l'orientation sexuelle et l'identité de genre.
Toutefois, il n’existe toujours aucune reconnaissance légale des couples de même sexe, qui ne bénéficient pas des mêmes protections juridiques que celles dont bénéficient les couples mariés de sexe opposé.